# Maridalsvannet

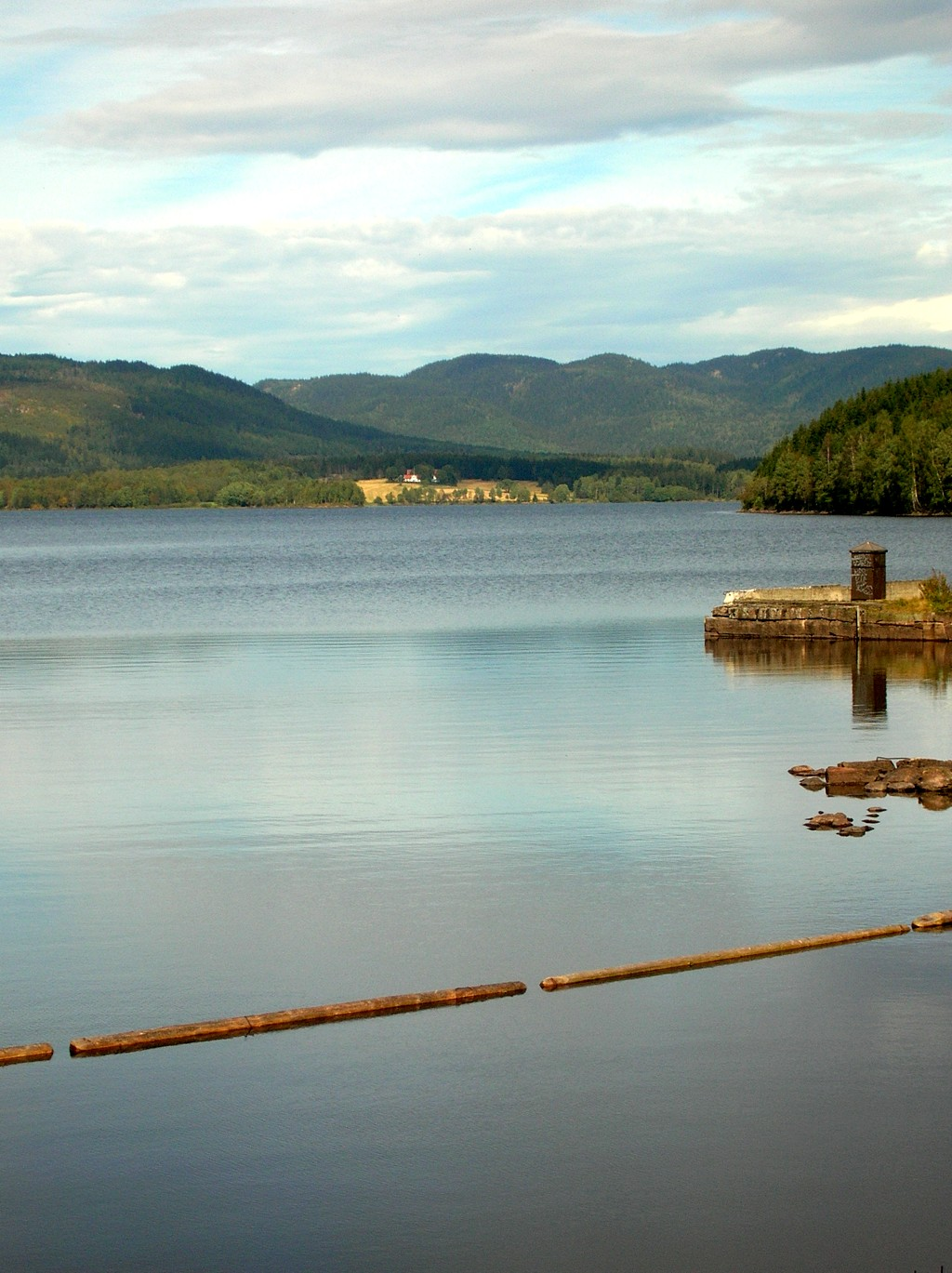
Maridalsvannet.

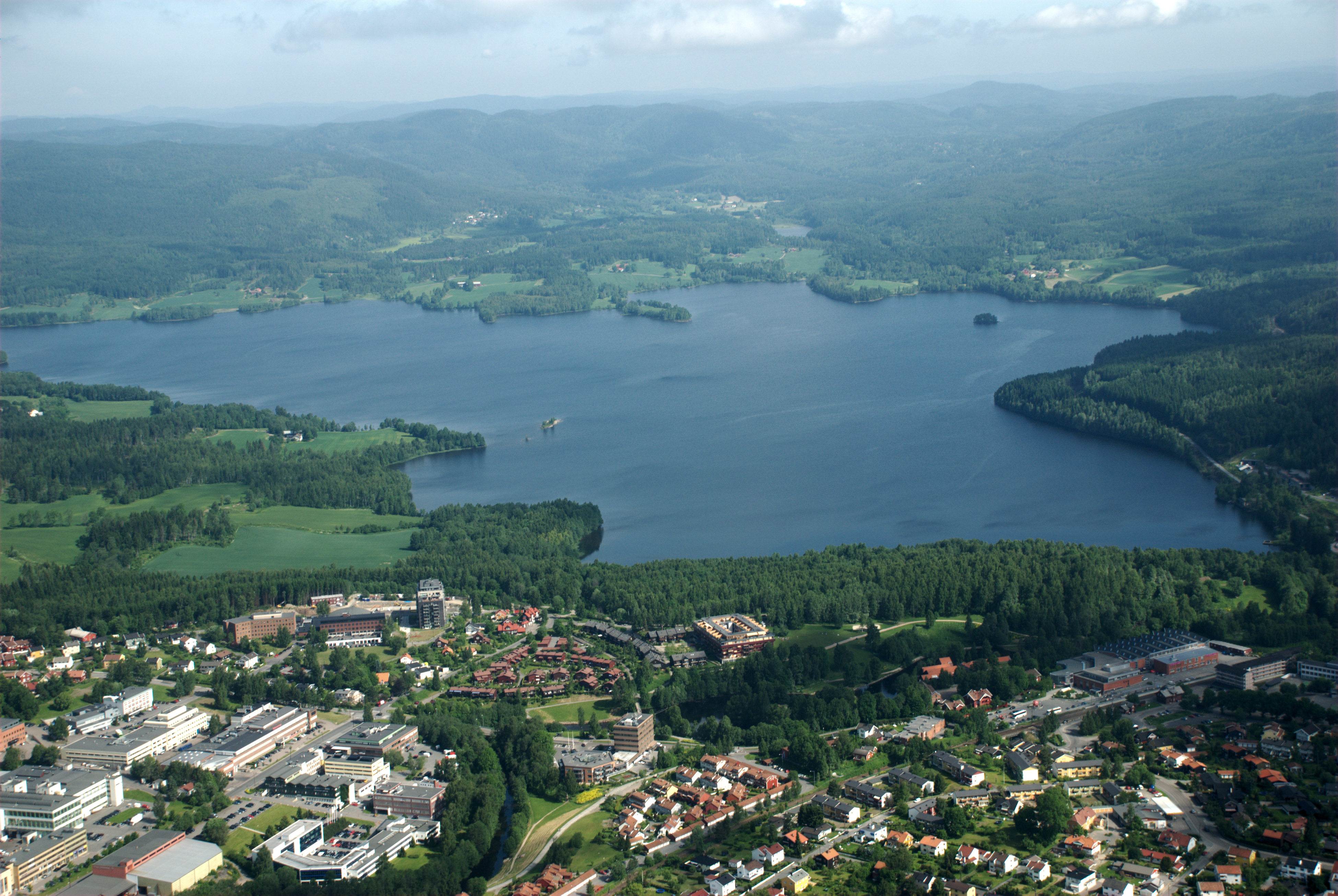
Vy över insjön.

Maridalsvannet är den största insjön i Oslo kommun. Insjön ligger i Maridalen. Den är Oslos viktigaste dricksvattenskälla och täcker cirka 80 procent av Oslos vattenförbrukning. Maridalsvannet är en del av Nordmarksvassdraget och rinner ut till Akerselva. Sjöns area är 3,7 km² och den är belägen 149 meter över havet.